# Carlos Izaguirre
Carlos Fernando Izaguirre (Nueve de Julio, 30 maggio 1895 – 8 maggio 1975) è stato un calciatore argentino, di ruolo attaccante.

## Caratteristiche tecniche
Giocava come interno sinistro o destro; aveva un fisico leggero. Abile con entrambi i piedi, era capace di ricoprire più ruoli e di svolgere più mansioni con la stessa efficacia, ed era un buon finalizzatore.